# Rikarudo Higa
Rikarudo Higa (født 4. maj 1973) er en tidligere japansk fodboldspiller.
Han har spillet for flere forskellige klubber i sin karriere, herunder Albirex Niigata.